# Ван Фэн (прыгун в воду)
Ван Фэн (кит. упр. 王峰, пиньинь Wáng Fēng; род. 17 апреля 1979) — китайский прыгун в воду, чемпион мира, Олимпийских и Азиатских игр.

## Биография
Родился в 1979 году в Синьтае (провинция Шаньдун). С 1985 года начал заниматься прыжками в воду. В 2000 году вошёл в национальную сборную.
В 2001 году стал чемпионом мира. В 2002 году стал серебряным призёром Азиатских игр. На чемпионате мира 2003 года стал обладателем серебряной медали. В 2004 году принял участие в Олимпийских играх в Афинах, но занял там лишь 4-е место. На чемпионате мира 2005 года стал обладателем золотой и бронзовой медалей. В 2006 году стал чемпионом Азиатских игр. В 2007 году вновь стал чемпионом мира.В 2008 году принял участие в Олимпийских играх в Пекине, где стал обладателем золотой медали. В 2009 году вновь стал чемпионом мира.